# ماريا خارينكوفا
ماريا أليكسندروفنا خارينكوفا (بالروسية: Мария Александровна Харенкова) هي لاعبة جمباز فني روسية جورجية ولدت في يوم 29 أكتوبر 1998 في مدينة روستوف في روسيا. أبرز إنجازاتها كان فوزها بالميدالية البرونزية في بطولة العالم للجمباز الفني 2014 في نانينغ.